# Ворлыгинская
Ворлыгинская — опустевшая деревня в Красноборском районе Архангельской области. Входит в состав Алексеевского сельского поселения.

## География
Находится в юго-восточной части Архангельской области на расстоянии приблизительно 11 км на юг по прямой от административного центра района села Красноборск у реки Евда.

## История
В 1859 году здесь (деревня Сольвычегодского уезда Вологодской губернии) был учтен 1 двор.

## Население
Численность населения: 11 человек (1859 год), 0 как в 2002 году, так и в 2010.